# 佩德罗萨德尔普林西佩
佩德罗萨德尔普林西佩，是西班牙卡斯蒂利亚-莱昂布尔戈斯省的一个市镇。总面积28平方公里，总人口269人（2001年），人口密度10人/平方公里。